# Дністровець (футбольний клуб)
Футбольний клуб «Дністровець» (раніше «Тирас-2500») — український футбольний клуб, заснований у 1930 році, який представляє місто Білгород-Дністровський Одеської області.

## Попередні назви

Логотип клубу «Тирас-2500»

- 30-ті роки XX століття: «Тирас» (м. Аккерман (рум. Четатя-Албе), Королівство Румунія)
- 1976—1977: «Портовик» (м. Білгород-Дністровський, СРСР)
- 1978: «Полімер» (м. Білгород-Дністровський, СРСР)
- 1979: «Зеніт» (м. Білгород-Дністровський, СРСР)
- 1979—1980: «Дністер» (м. Білгород-Дністровський, СРСР)
- 1981—1987: «Будівельник» (м. Білгород-Дністровський, СРСР)
- 1988—1998: «Дністровець» (м. Білгород-Дністровський, СРСР / Україна)
- 1999—2018: «Тирас-2500» (м. Білгород-Дністровський, Україна)
- з 2018: «Дністровець» (м. Білгород-Дністровський, Україна)

Слово «тирас» в перекладі з давньогр. означає «швидкий». В часи Давньої Греції таку назву мала річка Дністер. Цифру «2500» додано до назви у 1998 році на честь 2500-річного ювілею міста Білгород-Дністровський.

## Історія
Перший футбольний клуб Білгорода-Дністровського в 30-х роках XX століття під назвою «Тирас» виступав у футбольних турнірах Румунії та Центральної Європи.
Точкою відліку футбольних традицій білгородської команди вважається історичний товариський матч з професіональною командою  — бухарестським «Рапідом», який завершився нічийним рахунком 0:0.
У радянський період, починаючи з 1950-х років, команда Білгорода-Дністровського під різними назвами брала участь у чемпіонатах Одеської області. Неодноразово ставала другим і третім призером турнірів, вигравала обласний Кубок.
Після здобуття Україною незалежності «Дністровець» у сезоні 1993/94 зайняв друге місце у своїй групі аматорського чемпіонату України і з наступного сезону почав виступати серед професіоналів у третій, а пізніше у другій лізі.
1999 року в Білгороді-Дністровському з'явився «Тирас-2500». Команда заявилась в чемпіонат Одеської області і в період з 2001 по 2006 роки 5 разів ставала чемпіоном. В сезоні 2009 року «Тирас-2500» зайняв 2-е місце.
2018 року клуб повернувся до назви «Дністровець».

## Досягнення
- Чемпіон Одеської області (5): 2001, 2002, 2004, 2005, 2006
- Срібний призер Одеської області (2): 1984, 1985
- Бронзовий призер Одеської області (2): 1990, 1992, 1992/93, 2018
- Володар Кубку Одеської області (1): 1985
- Фіналіст Кубка Одеської області  (1): 1992

## Всі сезони у незалежній Україні
| Сезон   | Чемпіонат     | Чемпіонат | Чемпіонат | Чемпіонат | Чемпіонат | Чемпіонат | Чемпіонат | Чемпіонат | Кубок       | Кубок | Кубок | Кубок | Кубок | Кубок | Кубок | Примітка                                                           |
| Сезон   | Ліга          | Місце     | І         | В         | Н         | П         | М         | О         | Етап        | І     | В     | Н     | П     | М     | О     | Примітка                                                           |
| ------- | ------------- | --------- | --------- | --------- | --------- | --------- | --------- | --------- | ----------- | ----- | ----- | ----- | ----- | ----- | ----- | ------------------------------------------------------------------ |
| 1994/95 | Третя         | 13 з 22   | 42        | 15        | 11        | 16        | 39−51     | 56        | 1/64 фіналу | 2     | 1     | 0     | 1     | 4−5   | 2     | «Дністровець»                                                      |
| 1995/96 | Друга Група Б | 15 з 21   | 38        | 13        | 7         | 18        | 25-54     | 46        | 1/64 фіналу | 2     | 1     | 0     | 1     | 3−4   | 2     | «Дністровець» знявся з чемпіонату перед початком наступного сезону |
| Всього  | Третя         | 1 сезон   | 42        | 15        | 11        | 16        | 39−51     | 41        | >2 сезони   | 4     | 2     | 0     | 2     | 7−9   | 4     |                                                                    |
| Всього  | Друга         | 1 сезон   | 38        | 13        | 7         | 18        | 25-54     | 33        |             |       |       |       |       |       |       |                                                                    |